# The Melody of Love
The Melody of Love er en amerikansk stumfilm fra 1912.

## Medvirkende
- Francis X. Bushman - Maurice Eaton
- Lily Branscombe - Isobel McIntyre
- Frank Dayton - Mr. McIntyre
- Bryant Washburn - Remsen Olmstead
- William Walters